# Japán az 1988. évi nyári olimpiai játékokon
Japán a dél-koreai Szöulban megrendezett 1988. évi nyári olimpiai játékok egyik részt vevő nemzete volt. Az országot az olimpián 23 sportágban 257 sportoló képviselte, akik összesen 14 érmet szereztek.

## Érmesek
| Érem  | Versenyző                                                                                      | Sportág       | Versenyszám            |
| ----- | ---------------------------------------------------------------------------------------------- | ------------- | ---------------------- |
| Arany | Kobajasi Takasi                                                                                | Birkózás      | Szabadfogás, 48 kg     |
| Arany | Szató Micuru                                                                                   | Birkózás      | Szabadfogás, 52 kg     |
| Arany | Szaitó Hitosi                                                                                  | Cselgáncs     | Férfi nehézsúly        |
| Arany | Szuzuki Daicsi                                                                                 | Úszás         | Férfi 100 m hát        |
| Ezüst | Mijahara Acudzsi                                                                               | Birkózás      | Kötöttfogás, 52 kg     |
| Ezüst | Óta Akira                                                                                      | Birkózás      | Szabadfogás, 90 kg     |
| Ezüst | Haszegava-Fukusima Micsiko                                                                     | Sportlövészet | Női sportpisztoly      |
| Bronz | Hoszokava Sindzsi                                                                              | Cselgáncs     | Férfi légsúly          |
| Bronz | Jamamoto Jószuke                                                                               | Cselgáncs     | Férfi harmatsúly       |
| Bronz | Ószako Akinobu                                                                                 | Cselgáncs     | Férfi középsúly        |
| Bronz | Kotani Mikako                                                                                  | Szinkronúszás | Egyéni                 |
| Bronz | Tanaka Mijako Kotani Mikako                                                                    | Szinkronúszás | Páros                  |
| Bronz | Iketani Jukio                                                                                  | Torna         | Férfi talaj            |
| Bronz | Iketani Jukio Mizusima Kóicsi Nisikava Daiszuke Szató Tosiharu Konisi Hirojuki Jamada Takahiro | Torna         | Férfi csapat összetett |

## Asztalitenisz
Férfi
| Versenyző                       | Versenyszám | Csoportkör | Csoportkör | Nyolcaddöntő                           | Negyeddöntő       | Elődöntő          | Döntő             | Helyezés |
| Versenyző                       | Versenyszám | Ellenfél Eredmény | Hely.      | Ellenfél Eredmény                      | Ellenfél Eredmény | Ellenfél Eredmény | Ellenfél Eredmény | Helyezés |
| ------------------------------- | ----------- | --- | ---------- | -------------------------------------- | ----------------- | ----------------- | ----------------- | -------- |
| Ono Szeidzsi                    | Egyes       | H csoport · Marcos Núñez (CHI) · 3:0 · Ilija Lupulesku (YUG) · 1:3 · Garfield Jones (JAM) · 3:0 · Liu Fuk Man (HKG) · 3:2 · Kim Van (Kim Wan) (KOR) · 3:1 · Andrej Mazunov (URS) · 2:3 · Massimo Costantini (ITA) · 3:2 | 2.         | Erik Lindh (SWE) · 22–24, 17–21, 16–21 | kiesett           | kiesett           | kiesett           | 9.       |
| Szaitó Kijosi                   | Egyes       | E csoport · Piotr Molenda (POL) · 3:0 · Jorge Gambra (CHI) · 3:0 · Kim Van (Kim Wan) (KOR) · 2:3 · Jörgen Persson (SWE) · 2:3 · Sherif El-Saket (EGY) · 3:0 · Kamlesh Mehta (IND) · 3:0 · Mariano Domuszcsiev (BUL) · 3:0 | 3.         | kiesett                                | kiesett           | kiesett           | kiesett           | 17.      |
| Mijazaki Josihito               | Egyes       | D csoport · Atanda Musa (NGR) · 3:0 · Gary Haberl (AUS) · 3:0 · Sujay Ghorpade (IND) · 3:0 · Andrzej Grubba (POL) · 0:3 · Zoran Primorac (YUG) · 0:3 · Jörg Roßkopf (FRG) · 2:3 · Francisco López (VEN) · 3:0 | 4.         | kiesett                                | kiesett           | kiesett           | kiesett           | 25.      |
| Ono Szeidzsi Mijazaki Josihito  | Páros       | A csoport · India (IND) · Kamlesh Mehta · Sujay Ghorpade · 2:0 · Hongkong (HKG) · Chan Chi Ming · Liu Fuk Man · 2:0 · Kína (CHN) · Csen Lung-can (Chen Longcan) · Iszeki Szeikó · 0:2 · Svédország (SWE) · Erik Lindh · Jörgen Persson · 0:2 · Tunézia (TUN) · Mourad Sta · Sofiane Ben Letaief · 2:0 · Nagy-Britannia (GBR) · Alan Cooke · Carl Prean · 2:0 · Magyarország (HUN) · Klampár Tibor · Kriston Zsolt · 1:2                           | 3.         |                                        | kiesett           | kiesett           | kiesett           | 9.       |
| Szaitó Kijosi Vatanabe Takehiro | Páros       | D csoport · Brazília (BRA) · Carlos Kawai · Cláudio Kano · 2:1 · Hongkong (HKG) · Lou Chűn-szung (Lo Chuen Tsung) · Vong Vong Ju · 2:0 · Chile (CHI) · Jorge Gambra · Marcos Núñez · 2:0 · Dél-Korea (KOR) · An Dzsehjong (An Jae-Hyeong) · Ju Namgju (Yu Nam-Gyu) · 0:2 · Lengyelország (POL) · Andrzej Grubba · Leszek Kucharski · 0:2 · NSZK (FRG) · Jörg Roßkopf · Steffen Fetzner · 0:2 · Nigéria (NGR) · Fatai Adeyemo · Yomi Bankole · 2:0 | 4.         |                                        | kiesett           | kiesett           | kiesett           | 13.      |

Női
| Versenyző                | Versenyszám | Csoportkör | Csoportkör | Nyolcaddöntő                                                         | Negyeddöntő                                                              | Elődöntő                                                                                          | Döntő                                                                                         | Helyezés |
| Versenyző                | Versenyszám | Ellenfél Eredmény | Hely.      | Ellenfél Eredmény                                                    | Ellenfél Eredmény                                                        | Ellenfél Eredmény                                                                                 | Ellenfél Eredmény                                                                             | Helyezés |
| ------------------------ | ----------- | --- | ---------- | -------------------------------------------------------------------- | ------------------------------------------------------------------------ | ------------------------------------------------------------------------------------------------- | --------------------------------------------------------------------------------------------- | -------- |
| Hosino Mika              | Egyes       | E csoport · Kuburat Owolabi (NGR) · 3:1 · Hjon Dzsonghva (Hyeon Jeong-Hwa) (KOR) · 0:3 · Mónica Liyau (PER) · 3:0 · Jasna Fazlić-Reed (YUG) · 3:0 · Katja Nolten (FRG) · 3:2 | 2.         | Csiao Cse-min (Jiao Zhimin) (CHN) · 21–15, 12–21, 8–21, 21–17, 11–21 | kiesett                                                                  | kiesett                                                                                           | kiesett                                                                                       | 9.       |
| Isida Kijomi             | Egyes       | D csoport · Kerri Tepper (AUS) · 3:1 · Lau Wai Cheng (MAS) · 3:0 · {{{2}}} (Li Huj-fen) (CHN) · 0:3 · Mok Khá-szá (Mok Ka Sha) (HKG) · 0:3 · Patricia Offel (GHA) · 3:0 | 3.         | kiesett                                                              | kiesett                                                                  | kiesett                                                                                           | kiesett                                                                                       | 17.      |
| Ucsijama Kjóko           | Egyes       | C csoport · Insook Bhushan (USA) · 3:2 · Nadia Bisiach (AUS) · 3:0 · Csen Csing (Chen Jing) (CHN) · 0:3 · Valentyina Popova (URS) · 0:3 · Feiza Ben Aïssa (TUN) · 3:0 | 3.         | kiesett                                                              | kiesett                                                                  | kiesett                                                                                           | kiesett                                                                                       | 17.      |
| Isida Kijomi Hosino Mika | Páros       | B csoport · NSZK (FRG) · Katja Nolten · Olga Nemes · 2:1 · Egyesült Államok (USA) · Diana Gee · Insook Bhushan · 2:0 · Malajzia (MAS) · Lau Wai Cheng · Leong Mee Wan · 2:0 · Kína (CHN) · Csen Csing (Chen Jing) · Csiao Cse-min (Jiao Zhimin) · 0:2 · Csehszlovákia (TCH) · Marie Hrachová · Renata Kasalová · 0:2 · Hollandia (NED) · Bettine Vriesekoop · Mirjam Hooman-Kloppenburg · 1:2 | 4.         |                                                                      | Szovjetunió (URS) · Flyura Bulatova-Abbate · Olena Kovtun · 21–18, 21–11 | Dél-Korea (KOR) · Hjon Dzsonghva (Hyeon Jeong-Hwa) · Jang Jongdzsa ([Yang Yeong-Ja) · 19–21, 9–21 | Bronzmékőzés · Jugoszlávia (YUG) · Gordana Perkučin · Jasna Fazlić-Reed · 14–21, 21–11, 16–21 | 4.       |

## Atlétika
Férfi
| Versenyző                                                                                       | Versenyszám     | Előfutam      | Előfutam      | Előfutam      | Negyeddöntő | Negyeddöntő | Negyeddöntő | Elődöntő | Elődöntő | Elődöntő | Döntő    | Döntő    |
| Versenyző                                                                                       | Versenyszám     | Idő           | Hely.         | Össz.         | Idő         | Hely.       | Össz.       | Idő      | Hely.    | Össz.    | Idő      | Helyezés |
| ----------------------------------------------------------------------------------------------- | --------------- | ------------- | ------------- | ------------- | ----------- | ----------- | ----------- | -------- | -------- | -------- | -------- | -------- |
| Kurihara Kódzsi                                                                                 | 100 m           | 10,46         | 2.            | 24.           | 10,49       | 6.          | 30.         | kiesett  | kiesett  | kiesett  | kiesett  | kiesett  |
| Kaszahara Takahiko                                                                              | 100 m           | 10,62         | 5.            | 48.*          | kiesett     | kiesett     | kiesett     | kiesett  | kiesett  | kiesett  | kiesett  | kiesett  |
| Ószava Tomohiro                                                                                 | 100 m           | 10,71         | 6.            | 59.           | kiesett     | kiesett     | kiesett     | kiesett  | kiesett  | kiesett  | kiesett  | kiesett  |
| Jamaucsi Kendzsi                                                                                | 200 m           | 20,98         | 2.            | 17.**         | 20,94       | 5.          | 21.*        | kiesett  | kiesett  | kiesett  | kiesett  | kiesett  |
| Takano Szuszumu                                                                                 | 400 m           | 45,42         | 1.            | 2.            | 45,00       | 2.          | 6.          | 44,90    | 5.       | 9.*      | kiesett  | kiesett  |
| Jonesige Súicsi                                                                                 | 5000 m          | 13:59,68      | 11.           | 34.           |             |             |             | kiesett  | kiesett  | kiesett  | kiesett  | kiesett  |
| Jonesige Súicsi                                                                                 | 10 000 m        | 28:26,04      | 7.            | 19.           |             |             |             |          |          |          | 29:04,44 | 17.      |
| Akucu Kózó                                                                                      | 10 000 m        | 28:16,43      | 8.            | 8.            |             |             |             |          |          |          | 28:09,70 | 14.      |
| Endó Cukasza                                                                                    | 10 000 m        | nem ért célba | nem ért célba | nem ért célba |             |             |             |          |          |          | kiesett  | kiesett  |
| Nakajama Takejuki                                                                               | Maraton         |               |               |               |             |             |             |          |          |          | 2:11:05  | 4.       |
| Szeko Tosihiko                                                                                  | Maraton         |               |               |               |             |             |             |          |          |          | 2:13:41  | 9.       |
| Sintaku Hiszatosi                                                                               | Maraton         |               |               |               |             |             |             |          |          |          | 2:15:42  | 17.      |
| Josida Rjóicsi                                                                                  | 400 m gát       | 50,49         | 5.            | 19.           |             |             |             | kiesett  | kiesett  | kiesett  | kiesett  | kiesett  |
| Szakai Hirofumi                                                                                 | 20 km gyaloglás |               |               |               |             |             |             |          |          |          | 1:24:08  | 26.      |
| Koszaka Tadahiro                                                                                | 20 km gyaloglás |               |               |               |             |             |             |          |          |          | 1:32:46  | 47.      |
| Koszaka Tadahiro                                                                                | 50 km gyaloglás |               |               |               |             |             |             |          |          |          | 4:03:12  | 31.      |
| Aoto Sindzsi Jamaucsi Kendzsi Kurihara Kódzsi Takano Szuszumu Kaszahara Takahiko Macubara Kaoru | 4 × 100 m váltó | 39,70         | 3.            | 14.           |             |             |             | 38,90    | 5.       | 8.       | kiesett  | kiesett  |
| Koike Hirofumi Jamaucsi Kendzsi Kavaszumi Hiromi Takano Szuszumu                                | 4 × 400 m váltó | 3:05,63       | 3.            | 7.            |             |             |             | 3:03,80  | 6.       | 8.       | kiesett  | kiesett  |

| Versenyző          | Versenyszám   | Selejtező             | Selejtező             | Döntő    | Döntő    |
| Versenyző          | Versenyszám   | Eredmény              | Helyezés              | Eredmény | Helyezés |
| ------------------ | ------------- | --------------------- | --------------------- | -------- | -------- |
| Sibata Hirojuki    | Távolugrás    | 748 cm                | 26.                   | kiesett  | kiesett  |
| Uszui Dzsunicsi    | Távolugrás    | érvényes ugrás nélkül | érvényes ugrás nélkül | kiesett  | kiesett  |
| Jamasita Norifumi  | Hármasugrás   | 16,29 m               | 12.                   | 15,62 m  | 12.      |
| Mizogucsi Kazuhiro | Gerelyhajítás | 77,46 m               | 19.                   | kiesett  | kiesett  |
| Josida Maszami     | Gerelyhajítás | 76,90 m               | 21.                   | kiesett  | kiesett  |

Női
| Versenyző        | Versenyszám | Előfutam | Előfutam | Előfutam | Döntő   | Döntő    |
| Versenyző        | Versenyszám | Idő      | Hely.    | Össz.    | Idő     | Helyezés |
| ---------------- | ----------- | -------- | -------- | -------- | ------- | -------- |
| Macuno Akemi     | 10 000 m    | 32:19,57 | 9.       | 22.      | kiesett | kiesett  |
| Aszai Eriko      | Maraton     |          |          |          | 2:34:41 | 25.      |
| Araki Kumi       | Maraton     |          |          |          | 2:35:15 | 28.      |
| Mijahara Miszako | Maraton     |          |          |          | 2:35:26 | 29.      |

| Versenyző    | Versenyszám   | Selejtező | Selejtező | Döntő    | Döntő    |
| Versenyző    | Versenyszám   | Eredmény  | Helyezés  | Eredmény | Helyezés |
| ------------ | ------------- | --------- | --------- | -------- | -------- |
| Szató Megumi | Magasugrás    | 192 cm    | 1.**      | 190 cm   | 11.      |
| Macui Emi    | Gerelyhajítás | 56,26 m   | 23.       | kiesett  | kiesett  |

* - egy másik versenyzővel azonos eredményt ért el

** - két másik versenyzővel azonos eredményt ért el

## Birkózás
Kötöttfogású
| Versenyző          | Versenyszám | Vigaszágas kiesés | Vigaszágas kiesés | Helyosztók                 | Helyosztók                         | Bronz- mérkőzés   | Döntő                      | Helyezés    |
| Versenyző          | Versenyszám | Vigaszágas kiesés | Vigaszágas kiesés | 7. helyért                 | 5. helyért                         | Bronz- mérkőzés   | Döntő                      | Helyezés    |
| Versenyző          | Versenyszám | Ellenfél Eredmény | Hely.             | Ellenfél Eredmény          | Ellenfél Eredmény                  | Ellenfél Eredmény | Ellenfél Eredmény          | Helyezés    |
| ------------------ | ----------- | --- | ----------------- | -------------------------- | ---------------------------------- | ----------------- | -------------------------- | ----------- |
| Szaitó Ikuzó       | 48 kg       | A csoport · Mark Fuller (USA) · 1–3 · Vincenzo Maenza (ITA) · 1–9 | 7.                | kiesett                    | kiesett                            | kiesett           | kiesett                    | helyezetlen |
| Mijahara Acudzsi   | 52 kg       | A csoport · Serge Robert (FRA) · 9–0 · Abdul Karim Kakahaji (IRI) · 6–1 · a 3. fordulóban erőnyerő · Esa Murtoaro (FIN) · 16–0 · Hriszto Filcsev (BUL) · 10–6 · Tibor Jankovics (TCH) · passzivitás · Alekszandr Ignatyenko (URS) · 4–3 | 1.                |                            |                                    |                   | Jon Rønningen (NOR) · 7–12 |             |
| Nakadome Sundzsi   | 57 kg       | B csoport · Sike András (HUN) · 0–6 · Ryszard Wolny (POL) · 14–1 · Jang Csang-ling (Yang Changling) (CHN) · 8–11 | 5.                | kiesett                    | kiesett                            | kiesett           | kiesett                    | helyezetlen |
| Nisigucsi Sigeki   | 62 kg       | B csoport · Jukka Loikas (FIN) · 9–6 · Bódi Jenő (HUN) · 0–7 · Zsivko Vangelov (BUL) · kétvállas | 5.                | kiesett                    | kiesett                            | kiesett           | kiesett                    | helyezetlen |
| Ókubo Jaszuhiro    | 68 kg       | A csoport · Abdullah Al-Shamsi (YAR) · kétvállas · Kim Szongmun (Kim Seong-Mun) (KOR) · 1–10 · Franck Abrial (FRA) · 7–6 · Nandor Sabo (YUG) · 2–1 · az 5. fordulóban erőnyerő · Tapio Sipilä (FIN) · 0–10                              | 3.                |                            | Jerzy Kopański (POL) · passzivitás |                   |                            | 6.          |
| Itó Hiromicsi      | 74 kg       | A csoport · Vej Csing-kun (Wei Qingkun) (CHN) · 8–4 · Zouheir Al-Balah (SYR) · passzivitás · David Butler (USA) · 2–6 · Józef Tracz (POL) · 1–4                                                                                         | 4.                | Roger Tallroth (SWE) · 1–5 |                                    |                   |                            | 8.          |
| Mukai Takahiro     | 82 kg       | B csoport · Maik Bullmann (GDR) · 0–6 · Daniel Iglesias (ARG) · 15–0 · Timo Niemi (FIN) · 2–4 | 7.                | kiesett                    | kiesett                            | kiesett           | kiesett                    | helyezetlen |
| Morijama Jaszutosi | 90 kg       | A csoport · Atanasz Komsev (BUL) · 0–2 · Andrzej Malina (POL) · 0–2 | 10.               | kiesett                    | kiesett                            | kiesett           | kiesett                    | helyezetlen |
| Fukube Maszahiko   | 100 kg      | A csoport · Dennis Koslowski (USA) · 0–16 · Jožef Tertei (YUG) · 2–17 | 7.                | kiesett                    | kiesett                            | kiesett           | kiesett                    | helyezetlen |
| Degucsi Kazuja     | 130 kg      | B csoport · Farhan Mohammed (IRQ) · passzivitás · Navind Ramsaran (MRI) · kétvállas · Hassan El-Haddad (EGY) · kétvállas · a 4. fordulóban erőnyerő · Rangel Gerovszki (BUL) · 0–14                                                     | 3.                |                            | Klauz László (HUN) · passzivitás   |                   |                            | 6.          |

Szabadfogású
| Versenyző       | Versenyszám | Vigaszágas kiesés | Vigaszágas kiesés | Helyosztók                 | Helyosztók        | Bronz- mérkőzés       | Döntő                          | Helyezés    |
| Versenyző       | Versenyszám | Vigaszágas kiesés | Vigaszágas kiesés | 7. helyért                 | 5. helyért        | Bronz- mérkőzés       | Döntő                          | Helyezés    |
| Versenyző       | Versenyszám | Ellenfél Eredmény | Hely.             | Ellenfél Eredmény          | Ellenfél Eredmény | Ellenfél Eredmény     | Ellenfél Eredmény              | Helyezés    |
| --------------- | ----------- | --- | ----------------- | -------------------------- | ----------------- | --------------------- | ------------------------------ | ----------- |
| Kobajasi Takasi | 48 kg       | B csoport · I Szangho (Lee Sang-Ho) (KOR) · sérülés (feladta) · Tim Vanni (USA) · kétvállas · Nasser Zeinalnia (IRI) · kétvállas · Mohamed El-Messouti (SYR) · 15–0 · az 5. fordulóban erőnyerő · İlyas Şükrüoğlu (TUR) · 6–5                     | 1.                |                            |                   |                       | Ivan Conov (BUL) · 16–4        |             |
| Szató Micuru    | 52 kg       | B csoport · Jihad Sharif (JOR) · kétvállas · Hszü Csi-hua (Xu Jihua) (CHN) · kétvállas · Ahmad Nasir (AFG) · kétvállas · a 4. fordulóban erőnyerő · Tserenbaataryn Enkhbayar (MGL) · kétvállas · Bíró László (HUN) · kétvállas                    | 1.                |                            |                   |                       | Šaban Trstena (YUG) · 13–2     |             |
| Kanehama Rjó    | 57 kg       | A csoport · David Ogden (GBR) · 17–0 · Muhammad Azeem (PAK) · 9–6 · a 3. fordulóban erőnyerő · Ahmet Ak (TUR) · 4–5 · Szergej Beloglazov (URS) · kétvállas                                                                                        | 4.                | Haltma Abttul (MGL) · 3–4  |                   |                       |                                | 8.          |
| Szakae Kazuhito | 62 kg       | A csoport · Szimeon Sterev (BUL) · 1–2 · Orbán József (HUN) · 5–4 · Theodore Dikanda (SWE) · kétvállas · Avirmediin Enkhee (MGL) · 1–7 | 6.                | kiesett                    | kiesett           | kiesett               | kiesett                        | helyezetlen |
| Akaisi Kószei   | 68 kg       | A csoport · Dean-Carlos Manibog (PHI) · kétvállas · Edmundo Ichillumpa (PER) · 15–0 · Herminio Hidalgo (PAN) · 15–0 · Jeórjiosz Athanasziádisz (GRE) · 5–4 · Angel Jaszenov (BUL) · 5–3 · Arszen Fadzajev (URS) · 0–9 · Jukka Rauhala (FIN) · 5–0 | 2.                |                            |                   | Nate Carr (USA) · 1–5 |                                | 4.          |
| Hara Josihiko   | 74 kg       | A csoport · az 1. fordulóban erőnyerő · Lars Gustafsson (SWE) · 7–1 · Jean Manga (CMR) · kétvállas · Rahmat Szofiadi (BUL) · 3–7 · Ayatollah Vagozari (IRI) · 9–12                                                                                | 5.                | kiesett                    | kiesett           | kiesett               | kiesett                        | helyezetlen |
| Itó Acusi       | 82 kg       | A csoport · Moustafa Ramada Hussain (EGY) · 4–0 · Matarr Jarju (GAM) · kétvállas · Csi Man-hszien (Chi Man-Hsien) (TPE) · kétvállas · Han Mjongu (Han Myeong-U) (KOR) · 0–6 · az 5. fordulóban erőnyerő · Jozef Lohyňa (TCH) · 1–14               | 4.                | Hans Gstöttner (GDR) · 5–4 |                   |                       |                                | 7.          |
| Óta Akira       | 90 kg       | A csoport · Christian Iloanusi (NGR) · 12–6 · Wally Koenig (AUS) · kétvállas · Abdul Majeed (PAK) · kétvállas · Mehmet Türkkaya (TUR) · kétvállas · Jim Scherr (USA) · kétvállas · Tóth Gábor (HUN) · 4–5                                         | 1.                |                            |                   |                       | Maharbek Hadarcev (URS) · 0–16 |             |
| Honda Tamon     | 100 kg      | A csoport · Kartar Dhillon Singh (IND) · 2–3 · Uwe Neupert (GDR) · kétvállas | 9.                | kiesett                    | kiesett           | kiesett               | kiesett                        | helyezetlen |
| Obata Hirojuki  | 130 kg      | B csoport · Ralf Bremmer (FRG) · 8–4 · Davit Gobedzsisvili (URS) · kétvállas · Klauz László (HUN) · kétvállas | 6.                | kiesett                    | kiesett           | kiesett               | kiesett                        | helyezetlen |

## Cselgáncs
| Versenyző         | Versenyszám  | Csoport | Selejtező         | 32-es főtábla                                  | Nyolcaddöntő                             | Negyeddöntő                                     | Elődöntő                                                | Vigaszág nyolcaddöntő | Vigaszág negyeddöntő | Vigaszág elődöntő | Bronz- mérkőzés                                    | Döntő                                 | Helyezés |
| Versenyző         | Versenyszám  | Csoport | Ellenfél Eredmény | Ellenfél Eredmény                              | Ellenfél Eredmény                        | Ellenfél Eredmény                               | Ellenfél Eredmény                                       | Ellenfél Eredmény     | Ellenfél Eredmény    | Ellenfél Eredmény | Ellenfél Eredmény                                  | Ellenfél Eredmény                     | Helyezés |
| ----------------- | ------------ | ------- | ----------------- | ---------------------------------------------- | ---------------------------------------- | ----------------------------------------------- | ------------------------------------------------------- | --------------------- | -------------------- | ----------------- | -------------------------------------------------- | ------------------------------------- | -------- |
| Hoszokava Sindzsi | Légsúly      | B       | erőnyerő          | Abbão Bartolomeu (ANG) · 1000–0000             | Salvador Hernández (MEX) · 1000–0000     | Csang Kuo-csün (Zhang Guojun) (CHN) · 1000–0000 | Kevin Asano (USA) · 0000–0000 (bírói)                   |                       |                      |                   | Hszü Caj-csuan (Sheu Tsay-Chwan) (TPE) · 1000–0000 |                                       |          |
| Jamamoto Jószuke  | Harmatsúly   | A       | erőnyerő          | Udo Quellmalz (GDR) · 0101–0000                | Joseph Marchal (USA) · 1000–0000         | Pepi Reiter (AUT) · 0201–0000                   | Janusz Pawłowski (POL) · 0000–1000                      |                       |                      |                   | Brent Cooper (NZL) · 1000–0000                     |                                       |          |
| Koga Tosihiko     | Könnyűsúly   | B       | erőnyerő          | Pak Csonghi (Park Jeong-Hui) (KOR) · 0001–0000 | Giorgi Tenadze (URS) · 0000–0011         | kiesett                                         | kiesett                                                 |                       |                      |                   |                                                    |                                       | 13.      |
| Okada Hirotaka    | Váltósúly    | A       | erőnyerő          | Filip Leščak (YUG) · 0020–0000                 | Pascal Tayot (FRA) · 0000–1001           | kiesett                                         | kiesett                                                 |                       |                      |                   |                                                    |                                       | 14.      |
| Ószako Akinobu    | Középsúly    | B       | erőnyerő          | José António Inácio (ANG) · 0210–0000          | Wálter Carmona (BRA) · 0000 (bírói)–0000 | Liu Csün-lin (Liu Junlin) (CHN) · 1101–0000     | Peter Seisenbacher (AUT) · 0000–0010                    |                       |                      |                   | Fabien Canu (FRA) · 0000 (bírói)–0000              |                                       |          |
| Szugai Hitosi     | Félnehézsúly | B       |                   | erőnyerő                                       | Stéphane Traineau (FRA) · 0000–0010      | kiesett                                         | kiesett                                                 |                       |                      |                   |                                                    |                                       | 12.      |
| Szaitó Hitosi     | Nehézsúly    | A       |                   | Lansana Coly (SEN) · 1000–0000                 | Dimitar Zaprjanov (BUL) · 1001–0000      | Mohamed Ali Rashwan (EGY) · 1000–0000           | Cso Jongcshol (Jo Yong-Cheol) (KOR) · 0000 (bírói)–0000 |                       |                      |                   |                                                    | Henry Stöhr (GDR) · 0000 (bírói)–0000 |          |

## Evezés
Férfi
| Versenyző | Versenyszám              | Előfutam | Előfutam | Vigaszág | Vigaszág | Elődöntő | Elődöntő | Döntő   | Döntő   | Döntő   | Helyezés    |
| Versenyző | Versenyszám              | Idő      | Hely.    | Idő      | Hely.    | Idő      | Hely.    | Típus   | Idő     | Hely.   | Helyezés    |
| --- | ------------------------ | -------- | -------- | -------- | -------- | -------- | -------- | ------- | ------- | ------- | ----------- |
| Szakata Maszahiro | Egypárevezős             | 7:43,67  | 4.       | 7:26,66  | 4.       | kiesett  | kiesett  | kiesett | kiesett | kiesett | helyezetlen |
| Kobajasi Maki Mijosi Szatoru | Kormányos nélküli kettes | 7:07,51  | 6.       | 7:18,56  | 5.       |          |          | kiesett | kiesett | kiesett | 18.         |
| Abe Tadasi Csihara Szeidzsi Hirata Akihisza Isikava Jukijaszu Kavamoto Sunszuke Maegucsi Hideaki Nomura Maszahiko Okano Tomojuki Cukinoki Eiicsi | Nyolcas                  | 5:57,11  | 5.       | 5:54,16  | 4.       |          |          | B       | 5:55,52 | 3.      | 9.          |

## Íjászat
Férfi
| Versenyző                                         | Versenyszám | Selejtező | Selejtező | Nyolcaddöntő | Nyolcaddöntő | Negyeddöntő | Negyeddöntő | Elődöntő | Elődöntő | Döntő   | Döntő    |
| Versenyző                                         | Versenyszám | Pont      | Hely.     | Pont         | Hely.        | Pont        | Hely.       | Pont     | Hely.    | Pont    | Helyezés |
| ------------------------------------------------- | ----------- | --------- | --------- | ------------ | ------------ | ----------- | ----------- | -------- | -------- | ------- | -------- |
| Jamamoto Hirosi                                   | Egyéni      | 1271      | 14.       | 316          | 7.           | 318         | 12.         | 324      | 6.       | 321     | 8.       |
| Macusita Takajosi                                 | Egyéni      | 1266      | 15.       | 311          | 16.          | 316         | 14.         | kiesett  | kiesett  | kiesett | kiesett  |
| Furuhasi Terusi                                   | Egyéni      | 1229      | 40.       | kiesett      | kiesett      | kiesett     | kiesett     | kiesett  | kiesett  | kiesett | kiesett  |
| Furuhasi Terusi Macusita Takajosi Jamamoto Hirosi | Csapat      | 3766      | 5.        |              |              |             |             | 958      | 8.       | 948     | 6.       |

Női
| Versenyző                                | Versenyszám | Selejtező | Selejtező | Nyolcaddöntő | Nyolcaddöntő | Negyeddöntő | Negyeddöntő | Elődöntő | Elődöntő | Döntő   | Döntő    |
| Versenyző                                | Versenyszám | Pont      | Hely.     | Pont         | Hely.        | Pont        | Hely.       | Pont     | Hely.    | Pont    | Helyezés |
| ---------------------------------------- | ----------- | --------- | --------- | ------------ | ------------ | ----------- | ----------- | -------- | -------- | ------- | -------- |
| Óki Tojoko                               | Egyéni      | 1223      | 31.       | kiesett      | kiesett      | kiesett     | kiesett     | kiesett  | kiesett  | kiesett | kiesett  |
| Nakagomi Keiko                           | Egyéni      | 1173      | 52.       | kiesett      | kiesett      | kiesett     | kiesett     | kiesett  | kiesett  | kiesett | kiesett  |
| Kitahara Kjóko                           | Egyéni      | 1171      | 53.       | kiesett      | kiesett      | kiesett     | kiesett     | kiesett  | kiesett  | kiesett | kiesett  |
| Kitahara Kjóko Nakagomi Keiko Óki Tojoko | Csapat      | 3567      | 15.       |              |              |             |             | kiesett  | kiesett  | kiesett | kiesett  |

## Kajak-kenu
Férfi
| Versenyző                         | Versenyszám        | Előfutam | Előfutam | Előfutam | Vigaszág | Vigaszág | Vigaszág | Elődöntő | Elődöntő | Elődöntő | Döntő   | Döntő    |
| Versenyző                         | Versenyszám        | Idő      | Hely.    | Össz.    | Idő      | Hely.    | Össz.    | Idő      | Hely.    | Össz.    | Idő     | Helyezés |
| --------------------------------- | ------------------ | -------- | -------- | -------- | -------- | -------- | -------- | -------- | -------- | -------- | ------- | -------- |
| Kanada Jaszunobu                  | Kenu egyes 500 m   | 2:10,20  | 6.       | 11.      | 2:06,31  | 4.       | 4.       | kiesett  | kiesett  | kiesett  | kiesett | kiesett  |
| Izumi Hirojuki                    | Kenu egyes 1000 m  | 4:40,34  | 7.       | 14.      | 5:00,96  | 4.       | 9.       | kiesett  | kiesett  | kiesett  | kiesett | kiesett  |
| Ucsino Cunehisza Inoue Kijoto     | Kenu kettes 500 m  | 1:48,70  | 6.       | 13.      | 1:55,13  | 3.       | 7.       | 1:50,89  | 5.       | 14.      | kiesett | kiesett  |
| Szakamoto Tosiszuke Tójama Kacuja | Kenu kettes 1000 m | 4:09,29  | 4.       | 14.      | erőnyerő | erőnyerő | erőnyerő | 4:09,20  | 5.       | 15.      | kiesett | kiesett  |

Női
| Versenyző                       | Versenyszám        | Előfutam | Előfutam | Előfutam | Vigaszág | Vigaszág | Vigaszág | Elődöntő | Elődöntő | Elődöntő | Döntő   | Döntő    |
| Versenyző                       | Versenyszám        | Idő      | Hely.    | Össz.    | Idő      | Hely.    | Össz.    | Idő      | Hely.    | Össz.    | Idő     | Helyezés |
| ------------------------------- | ------------------ | -------- | -------- | -------- | -------- | -------- | -------- | -------- | -------- | -------- | ------- | -------- |
| Nakazato Harumi Kobajasi Mijuki | Kajak kettes 500 m | 1:57,34  | 7.       | 13.      | 1:58,99  | 4.       | 7.       | kiesett  | kiesett  | kiesett  | kiesett | kiesett  |

## Kerékpározás

### Országúti kerékpározás
Férfi
| Versenyző         | Versenyszám   | Idő              | Helyezés |
| ----------------- | ------------- | ---------------- | -------- |
| Szuzuki Micuhiro  | Mezőnyverseny | 4:32:56 (+0:34)  | 25.      |
| Miura Kjósi       | Mezőnyverseny | 4:32:56 (+0:34)  | 72.      |
| Cumuraja Josihiro | Mezőnyverseny | 4:42:47 (+10:25) | 95.      |

Női
| Versenyző    | Versenyszám   | Idő              | Helyezés |
| ------------ | ------------- | ---------------- | -------- |
| Ogura Terumi | Mezőnyverseny | 2:00:52 (+0:00)  | 30.      |
| Szeki Nacue  | Mezőnyverseny | 2:14:32 (+13:40) | 50.      |

### Pálya-kerékpározás
Sprintversenyek
| Versenyző       | Versenyszám  | Selejtező | Selejtező | 1. forduló                                                 | 1. forduló | Vigaszág                                                                              | Vigaszág | 2. forduló                                         | 2. forduló | Vigaszág                        | Vigaszág | Negyeddöntő          | 5–8. helyért           | 5–8. helyért | Elődöntő             | Döntő                | Helyezés |
| Versenyző       | Versenyszám  | Idő       | Hely.     | Ellenfelek Győztes idő                                     | Hely.      | Ellenfelek Győztes idő                                                                | Hely.    | Ellenfelek Győztes idő                             | Hely.      | Ellenfél Győztes idő            | Hely.    | Ellenfél Győztes idő | Ellenfelek Győztes idő | Hely.        | Ellenfél Győztes idő | Ellenfél Győztes idő | Helyezés |
| --------------- | ------------ | --------- | --------- | ---------------------------------------------------------- | ---------- | ------------------------------------------------------------------------------------- | -------- | -------------------------------------------------- | ---------- | ------------------------------- | -------- | -------------------- | ---------------------- | ------------ | -------------------- | -------------------- | -------- |
| Miva Hideki     | Férfi egyéni | 11,063    | 11.       | Fabrice Colas (FRA) · Vincent Lynch (BAR) · 10,77          | 2.         | Li Fu-hsziang (Lee Fu-Hsiang) (TPE) · Paul Réneau (BIZ) · Michele Smith (CAY) · 11,56 | 1.       | Lutz Heßlich (GDR) · Eddie Alexander (GBR) · 11,04 | 3.         | Maxwell Cheeseman (TRI) · 11,31 | 2.       | kiesett              | kiesett                | kiesett      | kiesett              | kiesett              | kiesett  |
| Hasimoto Szeiko | Női egyéni   | 12,425    | 10.       | Isabelle Gautheron (FRA) · Elisabetta Fanton (ITA) · 12,22 | 2.         | Louise Jones (GBR) · 12,36                                                            | 2.       |                                                    |            |                                 |          | kiesett              | kiesett                | kiesett      | kiesett              | kiesett              | kiesett  |

Üldözőversenyek
| Versenyző                                                      | Versenyszám  | Selejtező | Selejtező | Negyeddöntő  | Negyeddöntő | Elődöntő     | Elődöntő  | Döntő        | Döntő     | Helyezés |
| Versenyző                                                      | Versenyszám  | Idő       | Hely.     | Ellenfél Idő | Saját idő   | Ellenfél Idő | Saját idő | Ellenfél Idő | Saját idő | Helyezés |
| -------------------------------------------------------------- | ------------ | --------- | --------- | ------------ | ----------- | ------------ | --------- | ------------ | --------- | -------- |
| Azuma Kóicsi Mijamoto Fumiharu Szaszaki Kazuaki Takikava Kazuo | Férfi csapat | 4:28,50   | 15.       | kiesett      | kiesett     | kiesett      | kiesett   | kiesett      | kiesett   | kiesett  |

Időfutam
| Név            | Versenyszám  | Idő      | Helyezés |
| -------------- | ------------ | -------- | -------- |
| Tojooka Hirosi | Férfi egyéni | 1:07,240 | 16.      |

Pontverseny
| Név               | Versenyszám | Selejtező | Selejtező  | Selejtező | Döntő   | Döntő      | Döntő    |
| Név               | Versenyszám | Pont      | Körhátrány | Hely.     | Pont    | Körhátrány | Helyezés |
| ----------------- | ----------- | --------- | ---------- | --------- | ------- | ---------- | -------- |
| Cumuraja Josihiro | Férfi       | 7         | -1         | 14.       | kiesett | kiesett    | kiesett  |

## Kézilabda

### Férfi
| Japán férfi kézilabdacsapat-játékoskeret                                                                                                | Japán férfi kézilabdacsapat-játékoskeret                                                                                          |
| --- | --- |
| - Itó Hidetada - Janai Hirosi - Fudzsii Izumi - Mijasita Kazuhiro - Tamamura Kendzsi - Nisijama Kijosi - Jamamoto Kódó - Tacsiki Kódzsi | - Takamura Szeiicsi - Sudó Sinicsi - Okuda Sindzsi - Tagucsi Takasi - Jamamura Tosijuki - Nikavadori Josihiro - Hasimoto Jukihiro |

#### Eredmények
Csoportkör
B csoport
| Csapat              | M | Gy | D | V | G+  | G–  | Gk  | P |
| ------------------- | - | -- | - | - | --- | --- | --- | - |
| Dél-Korea (KOR)     | 5 | 4  | 0 | 1 | 127 | 117 | +10 | 8 |
| Magyarország (HUN)  | 5 | 3  | 0 | 2 | 102 | 93  | +9  | 6 |
| Csehszlovákia (TCH) | 5 | 3  | 0 | 2 | 109 | 103 | +6  | 6 |
| NDK (GDR)           | 5 | 3  | 0 | 2 | 109 | 100 | +9  | 6 |
| Spanyolország (ESP) | 5 | 2  | 0 | 3 | 101 | 106 | –5  | 4 |
| Japán (JPN)         | 5 | 0  | 0 | 5 | 97  | 126 | –29 | 0 |

- Magyarország, Csehszlovákia és az NDK azonos pontszámmal végzett, a sorrend meghatározásakor a Japán elleni eredményeket nem vették figyelembe.

| 1988. szeptember 20. 15:30 | NDK (GDR) | 25–18 | Japán (JPN) |  |
| 1988. szeptember 20. 15:30 | (14–10)   |       |             |  |
| 1988. szeptember 20. 15:30 |           |       |             |  |

| 1988. szeptember 22. 19:30 | Spanyolország (ESP) | 25–19 | Japán (JPN) |  |
| 1988. szeptember 22. 19:30 | (13–5)              |       |             |  |
| 1988. szeptember 22. 19:30 |                     |       |             |  |

| 1988. szeptember 24. 11:30 | Magyarország (HUN) | 22–19 | Japán (JPN) |  |
| 1988. szeptember 24. 11:30 | (10–11)            |       |             |  |
| 1988. szeptember 24. 11:30 |                    |       |             |  |

| 1988. szeptember 26. 19:30 | Dél-Korea (KOR) | 33–24 | Japán (JPN) |  |
| 1988. szeptember 26. 19:30 | (18–11)         |       |             |  |
| 1988. szeptember 26. 19:30 |                 |       |             |  |

| 1988. szeptember 28. 11:30 | Csehszlovákia (TCH) | 21–17 | Japán (JPN) |  |
| 1988. szeptember 28. 11:30 | (13–7)              |       |             |  |
| 1988. szeptember 28. 11:30 |                     |       |             |  |

A 11. helyért
| 1988. szeptember 30. 10:00 | Egyesült Államok (USA) | 21–24 | Japán (JPN) |  |
| 1988. szeptember 30. 10:00 | (11–8)                 |       |             |  |
| 1988. szeptember 30. 10:00 |                        |       |             |  |

| Csapat      | Helyezés |
| ----------- | -------- |
| Japán (JPN) | 11.      |

## Lovaglás
Díjlovaglás
| Versenyző      | Ló        | Versenyszám | Selejtező | Selejtező | Döntő   | Döntő    |
| Versenyző      | Ló        | Versenyszám | Pont      | Hely.     | Pont    | Helyezés |
| -------------- | --------- | ----------- | --------- | --------- | ------- | -------- |
| Inoue Kikuko   | Teldor    | Egyéni      | 1169      | 46.       | kiesett | kiesett  |
| Szakurai Naoko | Ravello 6 | Egyéni      | 1081      | 52.       | kiesett | kiesett  |

Díjugratás
| Versenyző                                            | Ló               | Versenyszám | Selejtező | Selejtező | Selejtező | Selejtező | Döntő   | Döntő   | Döntő   | Döntő   | Döntő    |         |
| Versenyző                                            | Ló               | Versenyszám | 1. kör    | 2. kör    | Össz.     | Össz.     | 1. kör  | 1. kör  | 2. kör  | Össz.   | Össz.    |         |
| Versenyző                                            | Ló               | Versenyszám | Pont      | Pont      | Pont      | Hely.     | Pont    | Hely.   | Pont    | Pont    | Helyezés |         |
| ---------------------------------------------------- | ---------------- | ----------- | --------- | --------- | --------- | --------- | ------- | ------- | ------- | ------- | -------- | ------- |
| Nakano Josihiro                                      | El Lute          | Egyéni      | 34,50     | 29,00     | 63,50     | 42.       | kiesett | kiesett | kiesett | kiesett | kiesett  |         |
| Tóki Súicsi                                          | Purplex          | Egyéni      | 25,50     | 23,00     | 48,50     | 51.       | kiesett | kiesett | kiesett | kiesett | kiesett  |         |
| Okuno Rjúzó                                          | Challenger No. 1 | Egyéni      | 10,00     | 37,00     | 47,00     | 52.       | kiesett | kiesett | kiesett | kiesett | kiesett  |         |
| Szavai Takao                                         | Milkyway         | Egyéni      | 8,00      | 19,50     | 27,50     | 60.       | kiesett | kiesett | kiesett | kiesett | kiesett  |         |
| Okuno Rjúzó Nakano Josihiro Tóki Súicsi Szavai Takao | lásd fentebb     | Csapat      |           |           |           |           | 63,25   | 13.     | kiesett | kiesett | kiesett  | kiesett |

Lovastusa
| Versenyző                                                       | Ló               | Versenyszám | Díjlovaglás | Díjlovaglás | Tereplovaglás | Tereplovaglás | Díjugratás | Díjugratás | Végeredmény | Végeredmény |
| Versenyző                                                       | Ló               | Versenyszám | Bünt.       | Hely.       | Bünt.         | Hely.         | Bünt.      | Hely.      | Bünt.       | Helyezés    |
| --------------------------------------------------------------- | ---------------- | ----------- | ----------- | ----------- | ------------- | ------------- | ---------- | ---------- | ----------- | ----------- |
| Mijazaki Eiki                                                   | Scrooge          | Egyéni      | 97,20       | 49.         | 94,40         | 25.           | 10,00      | 22.        | 201,60      | 26.         |
| Ivatani Kazuhiro                                                | Copen Hagen V    | Egyéni      | 79,00       | 40.         | 382,00        | 39.           | 56,25      | 36.        | 517,25      | 36.         |
| Vatanabe Hirosi                                                 | Jakumo Maszonori | Egyéni      | 67,20       | 25.         | nem ért célba | nem ért célba | kiesett    | kiesett    | kiesett     | kiesett     |
| Vakahara Hiszasi                                                | Lord Waterford   | Egyéni      | 96,40       | 48.         | nem ért célba | nem ért célba | kiesett    | kiesett    | kiesett     | kiesett     |
| Mijazaki Eiki Ivatani Kazuhiro Vakahara Hiszasi Vatanabe Hirosi | lásd fentebb     | Csapat      | 242,60      | 10.         | nem ért célba | nem ért célba | kiesett    | kiesett    | kiesett     | kiesett     |

## Műugrás
Férfi
| Versenyző      | Versenyszám        | Selejtező | Selejtező | Döntő   | Döntő    |
| Versenyző      | Versenyszám        | Pont      | Helyezés  | Pont    | Helyezés |
| -------------- | ------------------ | --------- | --------- | ------- | -------- |
| Kaneto Keita   | Egyéni műugrás     | 577,50    | 10.       | 562,05  | 11.      |
| Kaneto Keita   | Egyéni toronyugrás | 497,04    | 14.       | kiesett | kiesett  |
| Jamagisi Iszao | Egyéni műugrás     | 540,72    | 18.       | kiesett | kiesett  |
| Jamagisi Iszao | Egyéni toronyugrás | 517,80    | 12.       | 500,70  | 10.      |

## Ökölvívás
| Versenyző         | Versenyszám  | Selejtező                         | 32-es főtábla                 | Nyolcaddöntő                 | Negyeddöntő             | Elődöntő          | Döntő             | Helyezés |
| Versenyző         | Versenyszám  | Ellenfél Eredmény                 | Ellenfél Eredmény             | Ellenfél Eredmény            | Ellenfél Eredmény       | Ellenfél Eredmény | Ellenfél Eredmény | Helyezés |
| ----------------- | ------------ | --------------------------------- | ----------------------------- | ---------------------------- | ----------------------- | ----------------- | ----------------- | -------- |
| Kuroiva Mamoru    | Papírsúly    | Ochiryn Demberel (MGL) · KO       | kiesett                       | kiesett                      | kiesett                 | kiesett           | kiesett           | 33.      |
| Szegava Szecuo    | Légsúly      | Simon Morales (COL) · 4:1         | Szerafim Todorov (BUL) · 0:5  | kiesett                      | kiesett                 | kiesett           | kiesett           | 17.      |
| Macusima Kacujuki | Harmatsúly   | Saud Al-Muwaizri (KUW) · RSC      | Ibibongo Nduita (COD) · 5:0   | Justin Chikwanda (ZAM) · 3:2 | Jorge Julio (COL) · 0:5 | kiesett           | kiesett           | 5.       |
| Jamada Vataru     | Pehelysúly   | Bakary Fofana (CIV) · RSC         | Daniel Dumitrescu (ROU) · 0:5 | kiesett                      | kiesett                 | kiesett           | kiesett           | 17.      |
| Higasi Szatoru    | Könnyűsúly   | erőnyerő                          | Michael Carruth (IRL) · 0:5   | kiesett                      | kiesett                 | kiesett           | kiesett           | 17.      |
| Miura Kunihiro    | Kisváltósúly | Anthony Mwamba (ZAM) · 0:5        | kiesett                       | kiesett                      | kiesett                 | kiesett           | kiesett           | 33.      |
| Takahasi Josiaki  | Váltósúly    | Vlagyimir Jerescsenko (URS) · 0:5 | kiesett                       | kiesett                      | kiesett                 | kiesett           | kiesett           | 33.      |

RSC – a mérkőzésvezető megállította a mérkőzést

## Öttusa
| Versenyző                                     | Versenyszám | Lovaglás       | Lovaglás       | Lovaglás       | Vívás    | Vívás | Vívás | Úszás   | Úszás | Úszás | Lövészet | Lövészet | Lövészet | Futás    | Futás | Futás | Összesen    | Összesen |
| Versenyző                                     | Versenyszám | Idő            | Pont           | Hely.          | Pontszám | Pont  | Hely. | Idő     | Pont  | Hely. | Eredmény | Pont     | Hely.    | Idő      | Pont  | Hely. | Összes pont | Helyezés |
| --------------------------------------------- | ----------- | -------------- | -------------- | -------------- | -------- | ----- | ----- | ------- | ----- | ----- | -------- | -------- | -------- | -------- | ----- | ----- | ----------- | -------- |
| Szaitó Hirosi                                 | Egyéni      | 1:44,63        | 1096           | 2.             | 29–35    | 718   | 42.   | 3:57,34 | 976   | 62.   | 192      | 956      | 17.      | 13:30,40 | 1135  | 21.   | 4881        | 30.      |
| Tadafumi Miwa                                 | Egyéni      | 1:51,55        | 962            | 29.            | 21–43    | 582   | 60.   | 3:44,09 | 1080  | 57.   | 192      | 956      | 17.      | 14:36,06 | 937   | 51.   | 4517        | 50.      |
| Izumikava Hiroaki                             | Egyéni      | nem fejezte be | nem fejezte be | nem fejezte be | 27–37    | 694   | 45.   | 3:53,47 | 1008  | 61.   | 187      | 846      | 50.      | 13:17,42 | 1174  | 15.   | 3722        | 63.      |
| Szaitó Hirosi Miva Tadafumi Izumikava Hiroaki | Csapat      |                | 2058           | 16.            |          | 1994  | 17.   |         | 3064  | 18.   |          | 2758     | 9.       |          | 3246  | 11.   | 13120       | 17.      |

## Röplabda

### Férfi
| Japán férfi röplabdacsapat-játékoskeret                                                                          | Japán férfi röplabdacsapat-játékoskeret                                                               |
| --- | --- |
| - Ivasima Akihiro - Micuhasi Eizaburó - Hara Hideharu - Kagejama Hiromicsi - Jonejama Kazutomo - Szugimoto Kimio | - Kaitó Maszaki - Manabe Maszajosi - Kavai Sunicsi - Kumada Jaszunori - Kaszama Júdzsi - Inoue Juzuru |

#### Eredmények
Csoportkör
B csoport
|                        |      | Mérkőzések | Mérkőzések | Szettek | Szettek | Szettek | Pontok | Pontok | Pontok |
| Csapat                 | Pont | Gy         | V          | Sz+     | Sz–     | SzA     | P+     | P–     | PA     |
| ---------------------- | ---- | ---------- | ---------- | ------- | ------- | ------- | ------ | ------ | ------ |
| Egyesült Államok (USA) | 10   | 5          | 0          | 15      | 3       | 5,000   | 263    | 155    | 1,697  |
| Argentína (ARG)        | 8    | 3          | 2          | 11      | 7       | 1,571   | 209    | 211    | 0,991  |
| Franciaország (FRA)    | 8    | 3          | 2          | 10      | 7       | 1,429   | 222    | 190    | 1,168  |
| Hollandia (NED)        | 8    | 3          | 2          | 10      | 7       | 1,429   | 202    | 183    | 1,104  |
| Japán (JPN)            | 6    | 1          | 4          | 5       | 12      | 0,417   | 182    | 215    | 0,847  |
| Tunézia (TUN)          | 5    | 0          | 5          | 0       | 15      | 0,000   | 101    | 225    | 0,449  |

| 1988. szeptember 18. | Japán (JPN)         | 0–3 | Egyesült Államok (USA) |  |
| 1988. szeptember 18. | (13–15, 2–15, 2–15) |     |                        |  |

| 1988. szeptember 19. | Japán (JPN)                  | 1–3 | Argentína (ARG) |  |
| 1988. szeptember 19. | (11–15, 12–15, 15–11, 11–15) |     |                 |  |

| 1988. szeptember 22. | Franciaország (FRA)          | 3–1 | Japán (JPN) |  |
| 1988. szeptember 22. | (10–15, 15–10, 17–15, 15–12) |     |             |  |

| 1988. szeptember 24. | Tunézia (TUN)       | 0–3 | Japán (JPN) |  |
| 1988. szeptember 24. | (4–15, 11–15, 7–15) |     |             |  |

| 1988. szeptember 26. | Japán (JPN)        | 0–3 | Hollandia (NED) |  |
| 1988. szeptember 26. | (7–15, 4–15, 8–15) |     |                 |  |

A 9–12. helyért
| 1988. szeptember 28. 18:00 | Dél-Korea (KOR)                  | 2–3 | Japán (JPN) |  |
| 1988. szeptember 28. 18:00 | (15–13, 15–6, 9–15, 13–15, 9–15) |     |             |  |

A 9. helyért
| 1988. szeptember 30. 18:00 | Olaszország (ITA)                  | 3–2 | Japán (JPN) |  |
| 1988. szeptember 30. 18:00 | (15–11, 15–11, 12–15, 13–15, 15–7) |     |             |  |

| Csapat      | Helyezés |
| ----------- | -------- |
| Japán (JPN) | 10.      |

### Női
| Japán női röplabdacsapat-játékoskeret                                                                | Japán női röplabdacsapat-játékoskeret                                                                      |
| --- | --- |
| - Szugijama Akemi - Szató Icsiko - Szugijama Kajoko - Nakada Kumi - Jamasita Mijako - Óbajasi Motoko | - Hiro Norie - Takizava Reiko - Fudzsita Szacsiko - Takahasi Jukiko - Egami-Marujama Jumi - Kavasze Jukari |

#### Eredmények
Csoportkör
A csoport
|                   |      | Mérkőzések | Mérkőzések | Szettek | Szettek | Szettek | Pontok | Pontok | Pontok |
| Csapat            | Pont | Gy         | V          | Sz+     | Sz–     | SzA     | P+     | P–     | PA     |
| ----------------- | ---- | ---------- | ---------- | ------- | ------- | ------- | ------ | ------ | ------ |
| Szovjetunió (URS) | 5    | 2          | 1          | 8       | 3       | 2,667   | 154    | 114    | 1,351  |
| Japán (JPN)       | 5    | 2          | 1          | 8       | 6       | 1,333   | 173    | 159    | 1,088  |
| Dél-Korea (KOR)   | 4    | 1          | 2          | 4       | 7       | 0,571   | 116    | 137    | 0,847  |
| NDK (GDR)         | 4    | 1          | 2          | 4       | 8       | 0,500   | 127    | 160    | 0,794  |

| 1988. szeptember 20. | Japán (JPN)                       | 3–2 | Szovjetunió (URS) |  |
| 1988. szeptember 20. | (15–2, 8–15, 15–12, 10–15, 19–17) |     |                   |  |

| 1988. szeptember 23. | NDK (GDR)                        | 3–2 | Japán (JPN) |  |
| 1988. szeptember 23. | (11–15, 16–14, 4–15, 15–2, 15–7) |     |             |  |

| 1988. szeptember 25. | Japán (JPN)               | 3 – 1 | Dél-Korea (KOR) |  |
| 1988. szeptember 25. | (8–15, 15–3, 15–11, 15–8) |       |                 |  |

Elődöntő
| 1988. szeptember 27. 9:45 | Japán (JPN)                      | 2–3 | Peru (PER) |  |
| 1988. szeptember 27. 9:45 | (9–15, 6–15, 15–6, 15–10, 13–15) |     |            |  |

Bronzmérkőzés
| 1988. szeptember 29. 18:00 | Kína (CHN)          | 3–0 | Japán (JPN) |  |
| 1988. szeptember 29. 18:00 | (15–13, 15–6, 15–6) |     |             |  |

| Csapat      | Helyezés |
| ----------- | -------- |
| Japán (JPN) | 4.       |

## Sportlövészet
Férfi
| Versenyző           | Versenyszám           | Selejtező | Selejtező | Döntő   | Döntő    |
| Versenyző           | Versenyszám           | Pont      | Helyezés  | Pont    | Helyezés |
| ------------------- | --------------------- | --------- | --------- | ------- | -------- |
| Inagaki Mamoru      | Légpisztoly           | 579       | 12.       | kiesett | kiesett  |
| Szemizuki Fumihisza | Légpisztoly           | 575       | 23.       | kiesett | kiesett  |
| Szemizuki Fumihisza | Szabadpisztoly        | 554       | 23.       | kiesett | kiesett  |
| Nonaka Hideo        | Gyorstüzelő pisztoly  | 587       | 21.       | kiesett | kiesett  |
| Mera Akihiro        | Légpuska              | 581       | 34.       | kiesett | kiesett  |
| Koba Rjóhei         | Légpuska              | 589       | 12.       | kiesett | kiesett  |
| Koba Rjóhei         | Sportpuska, összetett | 1161      | 28.       | kiesett | kiesett  |
| Koba Rjóhei         | Sportpuska, fekvő     | 584       | 51.       | kiesett | kiesett  |
| Macuo Kaoru         | Sportpuska, fekvő     | 595       | 15.       | kiesett | kiesett  |
| Macuo Kaoru         | Sportpuska, összetett | 1147      | 44.       | kiesett | kiesett  |

Női
| Versenyző                  | Versenyszám           | Selejtező | Selejtező | Döntő   | Döntő    |
| Versenyző                  | Versenyszám           | Pont      | Helyezés  | Pont    | Helyezés |
| -------------------------- | --------------------- | --------- | --------- | ------- | -------- |
| Csikusza Hiszajo           | Légpisztoly           | 375       | 22.       | kiesett | kiesett  |
| Haszegava-Fukusima Micsiko | Légpisztoly           | 379       | 11.       | kiesett | kiesett  |
| Haszegava-Fukusima Micsiko | Sportpisztoly         | 587       | 3.        | 686     |          |
| Itó Josiko                 | Sportpisztoly         | 581       | 12.       | kiesett | kiesett  |
| Minamoto Joko              | Légpuska              | 389       | 17.       | kiesett | kiesett  |
| Kinosita Kjóko             | Légpuska              | 380       | 38.       | kiesett | kiesett  |
| Kinosita Kjóko             | Sportpuska, összetett | 566       | 32.       | kiesett | kiesett  |

Nyílt
| Versenyző       | Versenyszám | Selejtező | Selejtező | Döntő   | Döntő    |
| Versenyző       | Versenyszám | Pont      | Helyezés  | Pont    | Helyezés |
| --------------- | ----------- | --------- | --------- | ------- | -------- |
| Vatanabe Kazumi | Trap        | 195       | 3.        | 216     | 6.       |
| Jamasita Tomoja | Skeet       | 143       | 33.       | kiesett | kiesett  |
| Furó Jaszumasza | Skeet       | 142       | 38.       | kiesett | kiesett  |

## Súlyemelés
| Versenyző            | Versenyszám | Szakítás                 | Szakítás                 | Lökés    | Lökés    | Összesen | Helyezés |
| Versenyző            | Versenyszám | Eredmény                 | Helyezés                 | Eredmény | Helyezés | Összesen | Helyezés |
| -------------------- | ----------- | ------------------------ | ------------------------ | -------- | -------- | -------- | -------- |
| Manabe Kazusito      | 52 kg       | 105,0                    | 8.                       | 125,0    | 12.      | 230,0    | 8.       |
| Namiki Josinori      | 52 kg       | 100,0                    | 10.                      | 115,0    | 17.      | 215,0    | 17.      |
| Icsiba Takasi        | 56 kg       | 107,5                    | 9.                       | 145,0    | 3.       | 252,5    | 5.       |
| Hara Tóru            | 56 kg       | 105,0                    | 12.                      | 135,0    | 11.      | 240,0    | 14.      |
| Muraki-Ivata Jószuke | 60 kg       | 127,5                    | 3.                       | 150,0    | 5.       | 277,5    | 5.       |
| Oguri Kazusige       | 60 kg       | 117,5                    | 9.                       | 142,5    | 8.       | 260,0    | 7.       |
| Taira Csódzsi        | 67,5 kg     | 127,5                    | 13.                      | 170,0    | 7.       | 297,5    | 9.       |
| Szaszaki Jaszusige   | 67,5 kg     | érvényes kísérlet nélkül | érvényes kísérlet nélkül | kiesett  | kiesett  | kiesett  | kiesett  |
| Iszaoka Rjódzsi      | 82,5 kg     | 155,0                    | 7.                       | 195,0    | 5.       | 350,0    | 6.       |
| Tomacu Nobutaka      | 100 kg      | 160,0                    | 10.                      | 195,0    | 12.      | 355,0    | 11.      |

## Szinkronúszás
| Versenyző                   | Versenyszám | Selejtező           | Selejtező           | Selejtező       | Selejtező  | Selejtező  | Döntő           | Döntő      | Döntő      |
| Versenyző                   | Versenyszám | Technikai gyakorlat | Technikai gyakorlat | Zenés gyakorlat | Összesítés | Összesítés | Zenés gyakorlat | Összesítés | Összesítés |
| Versenyző                   | Versenyszám | Pont                | Hely.               | Pont            | Pont       | Hely.      | Pont            | Pont       | Helyezés   |
| --------------------------- | ----------- | ------------------- | ------------------- | --------------- | ---------- | ---------- | --------------- | ---------- | ---------- |
| Kotani Mikako               | Egyéni      | 94,250              | 6.                  | 97,00           | 191,250    | 3.         | 97,60           | 191,850    |            |
| Itó Megumi                  | Egyéni      | 88,517              | 14.                 | kiesett         | kiesett    | kiesett    | kiesett         | kiesett    | kiesett    |
| Tanaka Mijako               | Egyéni      | 91,267              | 9.                  | kiesett         | kiesett    | kiesett    | kiesett         | kiesett    | kiesett    |
| Tanaka Mijako Kotani Mikako | Páros       | 92,759              | 3.                  | 96,80           | 189,559    | 3.         | 97,40           | 190,159    |            |

## Tenisz
Férfi
| Versenyző                        | Versenyszám | 64-es főtábla                                | 32-es főtábla                                                      | Nyolcaddöntő      | Negyeddöntő       | Elődöntő          | Döntő             | Helyezés |
| Versenyző                        | Versenyszám | Ellenfél Eredmény                            | Ellenfél Eredmény                                                  | Ellenfél Eredmény | Ellenfél Eredmény | Ellenfél Eredmény | Ellenfél Eredmény | Helyezés |
| -------------------------------- | ----------- | -------------------------------------------- | ------------------------------------------------------------------ | ----------------- | ----------------- | ----------------- | ----------------- | -------- |
| Cucsihasi Tosihisza              | Egyes       | Agustín Moreno (MEX) · 6–7, 2–6, 4–6         | kiesett                                                            | kiesett           | kiesett           | kiesett           | kiesett           | 33.      |
| Macuoka Súzó                     | Egyes       | Emilio Sánchez Vicario (ESP) · 3–6, 4–6, 3–6 | kiesett                                                            | kiesett           | kiesett           | kiesett           | kiesett           | 33.      |
| Macuoka Súzó Cucsihasi Tosihisza | Páros       |                                              | Brazília (BRA) · Luiz Mattar · Ricardo Acioly · 6–4, 4–6, 2–6, 2–6 | kiesett           | kiesett           | kiesett           | kiesett           | 17.      |

Női
| Versenyző                  | Versenyszám | 64-es főtábla                                 | 32-es főtábla     | Nyolcaddöntő                                                                  | Negyeddöntő                                                   | Elődöntő          | Döntő             | Helyezés |
| Versenyző                  | Versenyszám | Ellenfél Eredmény                             | Ellenfél Eredmény | Ellenfél Eredmény                                                             | Ellenfél Eredmény                                             | Ellenfél Eredmény | Ellenfél Eredmény | Helyezés |
| -------------------------- | ----------- | --------------------------------------------- | ----------------- | ----------------------------------------------------------------------------- | ------------------------------------------------------------- | ----------------- | ----------------- | -------- |
| Inoue Ecuko                | Egyes       | Kim Ilszun (Kim Il-Sun) (KOR) · 3–6, 6–3, 5–7 | kiesett           | kiesett                                                                       | kiesett                                                       | kiesett           | kiesett           | 33.      |
| Okamoto Kumiko             | Egyes       | Catarina Lindqvist (SWE) · 6–7, 5–7           | kiesett           | kiesett                                                                       | kiesett                                                       | kiesett           | kiesett           | 33.      |
| Inoue Ecuko Okamoto Kumiko | Páros       |                                               |                   | Olaszország (ITA) · Sandra Cecchini · Raffaella Reggi-Concato · 6–3, 6–7, 8–6 | Csehszlovákia (TCH) · Jana Novotná · Helena Suková · 3–6, 2–6 | kiesett           | kiesett           | 5.       |

## Torna
Férfi
| Versenyző                                                                                      | Versenyszám      | Selejtező | Selejtező | Döntő    | Döntő    |
| Versenyző                                                                                      | Versenyszám      | Pontszám  | Helyezés  | Pontszám | Helyezés |
| ---------------------------------------------------------------------------------------------- | ---------------- | --------- | --------- | -------- | -------- |
| Iketani Jukio                                                                                  | Talaj            | 19,80     | 5.        | 9,900    | *        |
| Iketani Jukio                                                                                  | Ugrás            | 19,65     | 6.        | 9,825    | 7.       |
| Iketani Jukio                                                                                  | Korlát           | 19,50     | 29.       | kiesett  | kiesett  |
| Iketani Jukio                                                                                  | Nyújtó           | 19,65     | 9.        | kiesett  | kiesett  |
| Iketani Jukio                                                                                  | Gyűrű            | 19,55     | 21.       | kiesett  | kiesett  |
| Iketani Jukio                                                                                  | Lólengés         | 19,50     | 22.       | kiesett  | kiesett  |
| Iketani Jukio                                                                                  | Egyéni összetett | 117,65    | 8.        | 117,675  | 8.*      |
| Mizusima Kóicsi                                                                                | Talaj            | 19,55     | 19.       | kiesett  | kiesett  |
| Mizusima Kóicsi                                                                                | Ugrás            | 19,35     | 26.       | kiesett  | kiesett  |
| Mizusima Kóicsi                                                                                | Korlát           | 19,60     | 18.       | kiesett  | kiesett  |
| Mizusima Kóicsi                                                                                | Nyújtó           | 19,60     | 12.       | kiesett  | kiesett  |
| Mizusima Kóicsi                                                                                | Gyűrű            | 19,45     | 29.       | kiesett  | kiesett  |
| Mizusima Kóicsi                                                                                | Lólengés         | 19,90     | 1.        | 9,950    | 4.       |
| Mizusima Kóicsi                                                                                | Egyéni összetett | 117,45    | 12.       | 117,625  | 10.*     |
| Nisikava Daiszuke                                                                              | Talaj            | 19,45     | 30.       | kiesett  | kiesett  |
| Nisikava Daiszuke                                                                              | Ugrás            | 19,40     | 22.       | kiesett  | kiesett  |
| Nisikava Daiszuke                                                                              | Korlát           | 19,50     | 29.       | kiesett  | kiesett  |
| Nisikava Daiszuke                                                                              | Nyújtó           | 19,65     | 9.        | kiesett  | kiesett  |
| Nisikava Daiszuke                                                                              | Gyűrű            | 19,45     | 29.       | kiesett  | kiesett  |
| Nisikava Daiszuke                                                                              | Lólengés         | 19,80     | 6.        | 9,900    | 6.       |
| Nisikava Daiszuke                                                                              | Egyéni összetett | 117,25    | 13.       | 117,425  | 13.      |
| Szató Tosiharu                                                                                 | Talaj            | 19,45     | 30.       | kiesett  | kiesett  |
| Szató Tosiharu                                                                                 | Ugrás            | 19,35     | 26.       | kiesett  | kiesett  |
| Szató Tosiharu                                                                                 | Korlát           | 19,60     | 18.       | kiesett  | kiesett  |
| Szató Tosiharu                                                                                 | Nyújtó           | 19,05     | 56.       | kiesett  | kiesett  |
| Szató Tosiharu                                                                                 | Gyűrű            | 19,55     | 21.       | kiesett  | kiesett  |
| Szató Tosiharu                                                                                 | Lólengés         | 19,65     | 12.       | kiesett  | kiesett  |
| Szató Tosiharu                                                                                 | Egyéni összetett | 116,65    | 26.       | kiesett  | kiesett  |
| Konisi Hirojuki                                                                                | Talaj            | 19,20     | 51.       | kiesett  | kiesett  |
| Konisi Hirojuki                                                                                | Ugrás            | 19,15     | 46.       | kiesett  | kiesett  |
| Konisi Hirojuki                                                                                | Korlát           | 19,30     | 50.       | kiesett  | kiesett  |
| Konisi Hirojuki                                                                                | Nyújtó           | 19,30     | 35.       | kiesett  | kiesett  |
| Konisi Hirojuki                                                                                | Gyűrű            | 19,30     | 46.       | kiesett  | kiesett  |
| Konisi Hirojuki                                                                                | Lólengés         | 19,55     | 19.       | kiesett  | kiesett  |
| Konisi Hirojuki                                                                                | Egyéni összetett | 115,80    | 37.       | kiesett  | kiesett  |
| Jamada Takahiro                                                                                | Talaj            | 19,00     | 68.       | kiesett  | kiesett  |
| Jamada Takahiro                                                                                | Ugrás            | 19,00     | 60.       | kiesett  | kiesett  |
| Jamada Takahiro                                                                                | Korlát           | 19,50     | 29.       | kiesett  | kiesett  |
| Jamada Takahiro                                                                                | Nyújtó           | 19,25     | 38.       | kiesett  | kiesett  |
| Jamada Takahiro                                                                                | Gyűrű            | 19,35     | 39.       | kiesett  | kiesett  |
| Jamada Takahiro                                                                                | Lólengés         | 19,30     | 36.       | kiesett  | kiesett  |
| Jamada Takahiro                                                                                | Egyéni összetett | 115,40    | 43.       | kiesett  | kiesett  |
| Iketani Jukio Mizusima Kóicsi Nisikava Daiszuke Szató Tosiharu Konisi Hirojuki Jamada Takahiro | Csapat összetett |           |           | 585,60   |          |

Női
| Versenyző                                                                           | Versenyszám      | Selejtező | Selejtező | Döntő    | Döntő    |
| Versenyző                                                                           | Versenyszám      | Pontszám  | Helyezés  | Pontszám | Helyezés |
| ----------------------------------------------------------------------------------- | ---------------- | --------- | --------- | -------- | -------- |
| Sinoda Miho                                                                         | Talaj            | 18,875    | 70.       | kiesett  | kiesett  |
| Sinoda Miho                                                                         | Ugrás            | 19,025    | 63.       | kiesett  | kiesett  |
| Sinoda Miho                                                                         | Felemás korlát   | 19,300    | 47.       | kiesett  | kiesett  |
| Sinoda Miho                                                                         | Gerenda          | 19,250    | 30.       | kiesett  | kiesett  |
| Sinoda Miho                                                                         | Egyéni összetett | 76,450    | 54.       | 76,475   | 34.      |
| Mori Mieko                                                                          | Talaj            | 19,050    | 57.       | kiesett  | kiesett  |
| Mori Mieko                                                                          | Ugrás            | 18,775    | 78.       | kiesett  | kiesett  |
| Mori Mieko                                                                          | Felemás korlát   | 19,175    | 55.       | kiesett  | kiesett  |
| Mori Mieko                                                                          | Gerenda          | 18,975    | 55.       | kiesett  | kiesett  |
| Mori Mieko                                                                          | Egyéni összetett | 75,975    | 63.       | kiesett  | kiesett  |
| Morio Maiko                                                                         | Talaj            | 18,975    | 63.       | kiesett  | kiesett  |
| Morio Maiko                                                                         | Ugrás            | 18,675    | 81.       | kiesett  | kiesett  |
| Morio Maiko                                                                         | Felemás korlát   | 19,200    | 54.       | kiesett  | kiesett  |
| Morio Maiko                                                                         | Gerenda          | 19,025    | 49.       | kiesett  | kiesett  |
| Morio Maiko                                                                         | Egyéni összetett | 75,875    | 66.       | kiesett  | kiesett  |
| Nanahara Juriko                                                                     | Talaj            | 19,050    | 57.       | kiesett  | kiesett  |
| Nanahara Juriko                                                                     | Ugrás            | 18,825    | 76.       | kiesett  | kiesett  |
| Nanahara Juriko                                                                     | Felemás korlát   | 19,025    | 63.       | kiesett  | kiesett  |
| Nanahara Juriko                                                                     | Gerenda          | 18,725    | 71.       | kiesett  | kiesett  |
| Nanahara Juriko                                                                     | Egyéni összetett | 75,625    | 71.       | kiesett  | kiesett  |
| Morimura Szacsiko                                                                   | Talaj            | 18,850    | 75.       | kiesett  | kiesett  |
| Morimura Szacsiko                                                                   | Ugrás            | 18,875    | 73.       | kiesett  | kiesett  |
| Morimura Szacsiko                                                                   | Felemás korlát   | 18,975    | 65.       | kiesett  | kiesett  |
| Morimura Szacsiko                                                                   | Gerenda          | 18,875    | 60.       | kiesett  | kiesett  |
| Morimura Szacsiko                                                                   | Egyéni összetett | 75,575    | 72.       | kiesett  | kiesett  |
| Szanada Makiko                                                                      | Talaj            | 18,750    | 78.       | kiesett  | kiesett  |
| Szanada Makiko                                                                      | Ugrás            | 18,950    | 68.       | kiesett  | kiesett  |
| Szanada Makiko                                                                      | Felemás korlát   | 18,975    | 65.       | kiesett  | kiesett  |
| Szanada Makiko                                                                      | Gerenda          | 18,150    | 81.       | kiesett  | kiesett  |
| Szanada Makiko                                                                      | Egyéni összetett | 74,825    | 79.       | kiesett  | kiesett  |
| Sinoda Miho Mori Mieko Morio Maiko Nanahara Juriko Morimura Szacsiko Szanada Makiko | Csapat összetett |           |           | 380,200  | 12.      |

* - egy másik versenyzővel azonos eredményt ért el

### Ritmikus gimnasztika
| Versenyző     | Versenyszám | Selejtező | Selejtező | Döntő   | Döntő    |
| Versenyző     | Versenyszám | Pont      | Hely.     | Pont    | Helyezés |
| ------------- | ----------- | --------- | --------- | ------- | -------- |
| Akijama Erika | Egyéni      | 38,50     | 17.       | 58,050  | 15.      |
| Ócuka Hiroko  | Egyéni      | 37,60     | 27.       | kiesett | kiesett  |

## Úszás
Férfi
| Versenyző                                                 | Versenyszám            | Előfutam | Előfutam | Előfutam | Döntő   | Döntő   | Döntő   | Helyezés |
| Versenyző                                                 | Versenyszám            | Idő      | Hely.    | Össz.    | Típus   | Idő     | Hely.   | Helyezés |
| --------------------------------------------------------- | ---------------------- | -------- | -------- | -------- | ------- | ------- | ------- | -------- |
| Ogata Sigeo                                               | 100 m gyors            | 52,08    | 1.       | 32.      | kiesett | kiesett | kiesett | kiesett  |
| Ogata Sigeo                                               | 200 m gyors            | 1:51,14  | 1.       | 16.      | B       | 1:51,89 | 7.      | 15.      |
| Ogata Sigeo                                               | 400 m gyors            | 4:05,68  | 8.       | 38.      | kiesett | kiesett | kiesett | kiesett  |
| Mizumoto Josijuki                                         | 400 m gyors            | 4:02,02  | 7.       | 32.      | kiesett | kiesett | kiesett | kiesett  |
| Mizumoto Josijuki                                         | 1500 m gyors           | 15:52,06 | 4.       | 27.      | kiesett | kiesett | kiesett | kiesett  |
| Mizumoto Josijuki                                         | 400 m vegyes           | 4:28,11  | 5.       | 17.      | kiesett | kiesett | kiesett | kiesett  |
| Kató Maszasi                                              | 1500 m gyors           | 15:47,35 | 2.       | 25.      | kiesett | kiesett | kiesett | kiesett  |
| Szuzuki Daicsi                                            | 100 m hát              | 55,90    | 2.       | 3.       | A       | 55,05   | 1.      |          |
| Szuzuki Daicsi                                            | 200 m hát              | 2:03,36  | 4.       | 13.      | B       | 2:04,67 | 7.      | 15.      |
| Marujama Sigemori                                         | 100 m hát              | 57,54    | 5.       | 15.      | B       | 57,13   | 4.      | 12.      |
| Marujama Sigemori                                         | 200 m hát              | 2:09,16  | 7.       | 32.      | kiesett | kiesett | kiesett | kiesett  |
| Vatanabe Kendzsi                                          | 100 m mell             | 1:04,35  | 1.       | 18.      | kiesett | kiesett | kiesett | kiesett  |
| Nagahata Hironobu                                         | 100 m mell             | 1:04,02  | 5.       | 14.      | B       | 1:03,89 | 5.      | 13.      |
| Nagahata Hironobu                                         | 200 m mell             | 2:22,23  | 7.       | 30.      | kiesett | kiesett | kiesett | kiesett  |
| Takahasi Sigehiro                                         | 200 m mell             | 2:17,69  | 4.       | 10.      | B       | 2:18,03 | 2.      | 10.      |
| Tanaka Jukinori                                           | 100 m pillangó         | 56,19    | 2.       | 24.      | kiesett | kiesett | kiesett | kiesett  |
| Miura Hirosi                                              | 100 m pillangó         | 54,82    | 5.       | 14.      | B       | 54,98   | 6.      | 14.      |
| Miura Hirosi                                              | 200 m pillangó         | 2:02,30  | 7.       | 19.      | kiesett | kiesett | kiesett | kiesett  |
| Takeda Szatosi                                            | 200 m pillangó         | 2:01,42  | 6.       | 14.      | B       | 2:02,18 | 7.      | 15.      |
| Takeda Szatosi                                            | 200 m vegyes           | 2:08,11  | 2.       | 22.      | kiesett | kiesett | kiesett | kiesett  |
| Fudzsimoto Takahiro                                       | 200 m vegyes           | 2:07,23  | 1.       | 19.      | kiesett | kiesett | kiesett | kiesett  |
| Fudzsimoto Takahiro                                       | 400 m vegyes           | 4:33,03  | 8.       | 25.      | kiesett | kiesett | kiesett | kiesett  |
| Szuzuki Daicsi Nagahata Hironobu Miura Hirosi Ogata Sigeo | 4 × 100 m vegyes váltó | 3:46,88  | 3.       | 7.       | A       | 3:44,36 | 5.      | 5.       |

Női
| Versenyző                                                   | Versenyszám            | Előfutam | Előfutam | Előfutam | Döntő   | Döntő   | Döntő   | Helyezés |
| Versenyző                                                   | Versenyszám            | Idő      | Hely.    | Össz.    | Típus   | Idő     | Hely.   | Helyezés |
| ----------------------------------------------------------- | ---------------------- | -------- | -------- | -------- | ------- | ------- | ------- | -------- |
| Nakano Ajako                                                | 50 m gyors             | 26,44    | 4.       | 13.      | B       | 26,45   | 4.*     | 12.*     |
| Nakano Ajako                                                | 100 m gyors            | 57,29    | 1.       | 16.      | B       | 56,72   | 2.      | 10.      |
| Szaszaki Kaori                                              | 50 m gyors             | 26,61    | 6.*      | 20.*     | kiesett | kiesett | kiesett | kiesett  |
| Szaszaki Kaori                                              | 100 m gyors            | 58,40    | 7.       | 32.      | kiesett | kiesett | kiesett | kiesett  |
| Szaszaki Kaori                                              | 200 m gyors            | 2:06,18  | 4.       | 29.      | kiesett | kiesett | kiesett | kiesett  |
| Nakamori Csikako                                            | 200 m gyors            | 2:01,76  | 5.       | 9.       | B       | 2:02,31 | 6.      | 14.      |
| Nakamori Csikako                                            | 400 m gyors            | 4:15,51  | 1.       | 13.      | B       | 4:15,59 | 7.      | 15.      |
| Hoszoda Tomomi                                              | 400 m gyors            | 4:17,30  | 5.       | 19.      | kiesett | kiesett | kiesett | kiesett  |
| Hoszoda Tomomi                                              | 800 m gyors            | 8:39,55  | 5.       | 11.      | kiesett | kiesett | kiesett | kiesett  |
| Morisita Szatoko                                            | 100 m hát              | 1:05,38  | 8.       | 24.      | kiesett | kiesett | kiesett | kiesett  |
| Morisita Szatoko                                            | 200 m hát              | 2:18,74  | 6.       | 16.      | B       | 2:18,78 | 6.*     | 14.*     |
| Onogi Tomoko                                                | 100 m hát              | 1:06,14  | 2.       | 26.      | kiesett | kiesett | kiesett | kiesett  |
| Onogi Tomoko                                                | 200 m hát              | 2:21,46  | 8.       | 20.      | kiesett | kiesett | kiesett | kiesett  |
| Nisioka Josie                                               | 100 m mell             | 1:13,36  | 4.       | 25.      | kiesett | kiesett | kiesett | kiesett  |
| Nisioka Josie                                               | 200 m mell             | 2:35,81  | 6.       | 19.      | kiesett | kiesett | kiesett | kiesett  |
| Nisioka Josie                                               | 200 m vegyes           | 2:20,20  | 5.       | 17.      | B       | 2:20,43 | 8.      | 16.      |
| Nisioka Josie                                               | 400 m vegyes           | 4:55,31  | 6.       | 19.      | kiesett | kiesett | kiesett | kiesett  |
| Nagaszaki Hiroko                                            | 100 m mell             | 1:16,63  | 8.       | 34.      | kiesett | kiesett | kiesett | kiesett  |
| Nagaszaki Hiroko                                            | 200 m mell             | 2:37,44  | 7.       | 23.      | kiesett | kiesett | kiesett | kiesett  |
| Takahasi Kijomi                                             | 100 m pillangó         | 1:02,04  | 4.       | 12.      | B       | 1:01,80 | 2.      | 10.      |
| Takahasi Kijomi                                             | 200 m pillangó         | 2:12,68  | 2.       | 6.       | A       | 2:11,62 | 6.      | 6.       |
| Kitano Takajo                                               | 100 m pillangó         | 1:02,35  | 5.       | 16.      | B       | 1:02,53 | 6.      | 14.      |
| Kitano Takajo                                               | 200 m pillangó         | 2:15,41  | 6.       | 13.      | B       | 2:15,61 | 6.      | 14.      |
| Harada Hirojo                                               | 200 m vegyes           | 2:22,59  | 3.       | 22.      | kiesett | kiesett | kiesett | kiesett  |
| Harada Hirojo                                               | 400 m vegyes           | 5:00,92  | 1.       | 23.      | kiesett | kiesett | kiesett | kiesett  |
| Morisita Szatoko Nisioka Josie Takahasi Kijomi Nakano Ajako | 4 × 100 m vegyes váltó | 4:18,88  | 3.       | 12.      | kiesett | kiesett | kiesett | kiesett  |

* - egy másik versenyzővel azonos eredményt ért el

## Vitorlázás
Férfi
| Versenyző                           | Versenyszám    | Futam  | Futam | Futam | Futam | Futam   | Futam | Futam | Pontszám | Helyezés |
| Versenyző                           | Versenyszám    | 1      | 2     | 3     | 4     | 5       | 6     | 7     | Pontszám | Helyezés |
| ----------------------------------- | -------------- | ------ | ----- | ----- | ----- | ------- | ----- | ----- | -------- | -------- |
| Aszano Rjó                          | Divízió II     | (26,0) | 24,0  | 21,0  | 25,0  | 16,0    | 22,0  | 22,0  | 130,0    | 18.      |
| Takaszava Takajosi                  | Finn dingi     | 27,0   | 31,0  | 22,0  | 25,0  | (40,0*) | 29,0  | 40,0* | 174,0    | 26.      |
| Nakamura Kendzsi Takahasi Maszajuki | 470-es osztály | 16,0   | 18,0  | 14,0  | 18,0  | (20,0)  | 15,0  | 15,0  | 96,0     | 12.      |

Női
| Versenyző                | Versenyszám    | Futam | Futam | Futam | Futam | Futam | Futam | Futam  | Pontszám | Helyezés |
| Versenyző                | Versenyszám    | 1     | 2     | 3     | 4     | 5     | 6     | 7      | Pontszám | Helyezés |
| ------------------------ | -------------- | ----- | ----- | ----- | ----- | ----- | ----- | ------ | -------- | -------- |
| Szaitó Aiko Nogami Keiko | 470-es osztály | 20,0  | 22,0  | 24,0  | 22,0  | 19,0  | 24,0  | (28,0) | 131,0    | 17.      |

Nyílt
| Versenyző                                  | Versenyszám     | Futam | Futam  | Futam | Futam | Futam  | Futam | Futam  | Pontszám | Helyezés |
| Versenyző                                  | Versenyszám     | 1     | 2      | 3     | 4     | 5      | 6     | 7      | Pontszám | Helyezés |
| ------------------------------------------ | --------------- | ----- | ------ | ----- | ----- | ------ | ----- | ------ | -------- | -------- |
| Komacu Kazunori Hanaoka Kazuo Ikeda Tadasi | Soling          | 17,0  | (23,0) | 14,0  | 13,0  | 16,0   | 5,7   | 19,0   | 84,7     | 11.      |
| Ogava Naojuki Tamura Takasi                | Tornádó         | 26,0  | 28,0   | 23,0  | 25,0  | (30,0) | 26,0  | 30,0   | 158,0    | 21.      |
| Szató Szaburó Vakinaga Tacuja              | Repülő hollandi | 25,0  | 25,0   | 25,0  | 25,0  | 23,0   | 27,0  | (29,0) | 150,0    | 20.      |

* - nem ért célba

## Vívás
Férfi
| Versenyző                                                              | Versenyszám | Selejtező | Selejtező | Selejtező | Selejtező | Selejtező | Selejtező | Főtábla                 | Főtábla           | Főtábla           | Vigaszág                   | Vigaszág                   | Vigaszág          | Vigaszág          | Negyeddöntő       | Elődöntő          | Döntő             | Helyezés |
| Versenyző                                                              | Versenyszám | 1. kör | 1. kör    | 2. kör | 2. kör    | 3. kör | 3. kör    | 1. kör                  | 2. kör            | 3. kör            | 1. kör                     | 2. kör                     | 3. kör            | 4. kör            | Negyeddöntő       | Elődöntő          | Döntő             | Helyezés |
| Versenyző                                                              | Versenyszám | Ellenfél Eredmény | Hely.     | Ellenfél Eredmény | Hely.     | Ellenfél Eredmény | Hely.     | Ellenfél Eredmény       | Ellenfél Eredmény | Ellenfél Eredmény | Ellenfél Eredmény          | Ellenfél Eredmény          | Ellenfél Eredmény | Ellenfél Eredmény | Ellenfél Eredmény | Ellenfél Eredmény | Ellenfél Eredmény | Helyezés |
| ---------------------------------------------------------------------- | ----------- | --- | --------- | --- | --------- | --- | --------- | ----------------------- | ----------------- | ----------------- | -------------------------- | -------------------------- | ----------------- | ----------------- | ----------------- | ----------------- | ----------------- | -------- |
| Emura Kódzsi                                                           | Tőr, egyéni | 11. csoport · Vang Szan-caj (Wang San-Tsai) (TPE) · 3–5 · Zahi El-Khoury (LIB) · 5–0 · Luc Rocheleau (CAN) · 5–3 · Marian Sypniewski (POL) · 5–3 · Patrick Groc (FRA) · 3–5 | 3.        | 6. csoport · Pierre Harper (GBR) · 2–5 · Dave Littell (USA) · 5–2 · Abdel Monem El-Husseini (EGY) · 5–2 · Borisz Koreckij (URS) · 4–5 · Laurent Bel (FRA) · 3–5           | 3.        | 4. csoport · Patrick Groc (FRA) · 5–2 · Jens Howe (GDR) · 5–2 · Matthias Behr (FRG) · 5–4 · Gátai Róbert (HUN) · 2–5 | 2.        | Mauro Numa (ITA) · 6–10 |                   |                   | Andrés García (ESP) · 10–9 | Peter Lewison (USA) · 8–10 | kiesett           | kiesett           | kiesett           | kiesett           | kiesett           | 17.      |
| Umezava Kenicsi                                                        | Tőr, egyéni | 4. csoport · Thomas Åkerberg (SWE) · 5–4 · Peter Lewison (USA) · 3–5 · Érsek Zsolt (HUN) · 2–5 · Ulrich Schreck (FRG) · 4–5                                                 | 4.        | 3. csoport · Liu Jün-hung (Liu Yunhong) (CHN) · 1–5 · Joachim Wendt (AUT) · 3–5 · Mauro Numa (ITA) · 2–5 · Ulrich Schreck (FRG) · 1–5 · Érsek Zsolt (HUN) · 4–5           | 6.        | kiesett | kiesett   | kiesett                 | kiesett           | kiesett           | kiesett                    | kiesett                    | kiesett           | kiesett           | kiesett           | kiesett           | kiesett           | 46.      |
| Kanacu Josihiko                                                        | Tőr, egyéni | 8. csoport · Salman Mohamed Hussain (KUW) · 5–2 · Anatol Richter (AUT) · 5–1 · Gátai Róbert (HUN) · 5–4 · Andrés García (ESP) · 2–5 · Philippe Omnès (FRA) · 0–5            | 4.        | 5. csoport · Kim Szungphjo (Kim Seung-Pyo) (KOR) · 0–5 · Luc Rocheleau (CAN) · 1–5 · Donnie McKenzie (GBR) · 3–5 · İlqar Məmmədov (URS) · 3–5 · Bogusław Zych (POL) · 4–5 | 6.        | kiesett | kiesett   | kiesett                 | kiesett           | kiesett           | kiesett                    | kiesett                    | kiesett           | kiesett           | kiesett           | kiesett           | kiesett           | 46.      |
| Azuma Macuo Deno Harunobu Emura Kódzsi Kanacu Josihiko Umezava Kenicsi | Tőr, csapat | 4. csoport · Olaszország (ITA) · 2–9 · Magyarország (HUN) · 5–9 · Dél-Korea (KOR) · 4–9                                                                                     | 4.        | |           | |           |                         |                   |                   |                            |                            |                   |                   | kiesett           | kiesett           | kiesett           | 13.      |

Női
| Versenyző                                                          | Versenyszám | Selejtező | Selejtező | Selejtező | Selejtező | Selejtező | Selejtező | Főtábla           | Főtábla           | Vigaszág          | Vigaszág          | Negyeddöntő       | Elődöntő          | Döntő             | Helyezés |
| Versenyző                                                          | Versenyszám | 1. kör | 1. kör    | 2. kör | 2. kör    | 3. kör | 3. kör    | 1. kör            | 2. kör            | 1. kör            | 2. kör            | Negyeddöntő       | Elődöntő          | Döntő             | Helyezés |
| Versenyző                                                          | Versenyszám | Ellenfél Eredmény | Hely.     | Ellenfél Eredmény | Hely.     | Ellenfél Eredmény | Hely.     | Ellenfél Eredmény | Ellenfél Eredmény | Ellenfél Eredmény | Ellenfél Eredmény | Ellenfél Eredmény | Ellenfél Eredmény | Ellenfél Eredmény | Helyezés |
| ------------------------------------------------------------------ | ----------- | --- | --------- | --- | --------- | --- | --------- | ----------------- | ----------------- | ----------------- | ----------------- | ----------------- | ----------------- | ----------------- | -------- |
| Oka Tomoko                                                         | Tőr, egyéni | 1. csoport · Silvia Koeswandi (INA) · 5–1 · Kovács Edit (HUN) · 5–2 · Brigitte Latrille-Gaudin (FRA) · 2–5 · Zita-Eva Funkenhauser (FRG) · 1–5       | 3.        | 1. csoport · Mary O'Neill (USA) · 5–3 · Kerstin Palm (SWE) · 5–2 · Zita-Eva Funkenhauser (FRG) · 5–2 · Szun Hung-jün (Sun Hongyun) (CHN) · 3–5 · Jelena Glikina (URS) · 0–5 | 4.        | 1. csoport · Elisabeta Guzganu-Tufan (ROU) · 5–4 · Kovács Edit (HUN) · 5–3 · Thak Csongim (Tak Jeong-Im) (KOR) · 1–5 · Olga Voscsakina (URS) · 0–5 · Szun Hung-jün (Sun Hongyun) (CHN) · 4–5 | 6.        | kiesett           | kiesett           | kiesett           | kiesett           | kiesett           | kiesett           | kiesett           | 20.      |
| Morikava Akemi                                                     | Tőr, egyéni | 7. csoport · Madeleine Philion (CAN) · 5–1 · Jolanta Królikowska (POL) · 3–5 · Stefanek Gertrúd (HUN) · 2–5 · Margherita Zalaffi (ITA) · 1–5         | 5.        | kiesett | kiesett   | kiesett | kiesett   | kiesett           | kiesett           | kiesett           | kiesett           | kiesett           | kiesett           | kiesett           | 38.      |
| Mijahara Mieko                                                     | Tőr, egyéni | 4. csoport · Mary O'Neill (USA) · 3–5 · Csu Csing-jüan (Zhu Qingyuan) (CHN) · 3–5 · Tatyjana Szadovszkaja (URS) · 3–5 · Dorina Vaccaroni (ITA) · 4–5 | 5.        | kiesett | kiesett   | kiesett | kiesett   | kiesett           | kiesett           | kiesett           | kiesett           | kiesett           | kiesett           | kiesett           | 39.      |
| Kiritani Nouna Mine Keiko Mijahara Mieko Morikava Akemi Oka Tomoko | Tőr, csapat | 4. csoport · Olaszország (ITA) · 0–9 · Kína (CHN) · 5–9                                                                                              | 3.        | |           | |           |                   |                   |                   |                   | kiesett           | kiesett           | kiesett           | 12.      |